# أهل سوس (سبت لوداية)
أهل سوس هي إحدى مشيخات المملكة المغربية، تتبع جغرافيا لإقليم مولاي يعقوب وإداريًا لسبت لوداية. يقدر عدد سكانها بـ 5143 نسمة حسب الإحصاء الرسمي للسكان والسكنى لسنة 2004.